# Adolf Lex (Politiker)
Friedrich Emil Gustav Adolf Lex (* 15. Januar 1862 in Wiesbaden; † 1. April 1945 in Bad Homburg) war ein deutscher Kommunalpolitiker.

## Leben
Lex wurde als Sohn des Oberregierungsrates Rudolf Friedrich Lex (1821–1879) geboren. Er studierte an den Universitäten in Göttingen, Heidelberg und Berlin Rechtswissenschaften. Im Anschluss trat er in den preußischen Staatsdienst ein und war Gerichtsreferendar in Homburg vor der Höhe und in Frankfurt am Main. Im Jahr 1888 kam er als Regierungsreferendar nach Stade. Im Jahr 1891 wurde er Regierungs-Assessor in Merseburg und 1892 in Wiesbaden. Als Nachfolger von Friedrich Freiherr von der Goltz wurde er 1901 zum Landrat des nassauischen Oberlahnkreises ernannt. In diesem Amt blieb er bis 1921. Zugleich war Lex von 1901 bis 1920 Mitglied des Nassauischen Kommunallandtags für den Wahlbezirk Oberlahnkreis für die DVP. 1912 erfolgte die Beförderung zum Oberregierungsrat. Ab 1921 war er Oberregierungsrat in Kassel. Im Jahr 1927 trat er in den Ruhestand.